# ريتشارد دولينغ
ريتشارد دولينغ (بالإنجليزية: Richard Dooling)‏ (1954، أوماها في الولايات المتحدة)؛ كاتِب، سيناريست، محامي وروائي أمريكي. درس في جامعة سانت لويس.

## روابط خارجية
- ريتشارد دولينغ على موقع IMDb (الإنجليزية)
- ريتشارد دولينغ على موقع قاعدة بيانات الفيلم (الإنجليزية)